# 死頂一族
《死頂一族》（英語：Pride Knows No Love；又名《自尊無上》）是香港亞洲電視製作的時裝劇集，全劇共20集。

## 劇情大綱
陳惠嫦于官海兩夫妻年輕時常有爭吵，海竟戀上嫦的妹妹惠娥而雙雙離開香港，拋下嫦及其三名女兒。二十年後，海、娥及女兒敏返港，希望得到嫦原諒，但遭嫦拒絕。
嫦之長女家玲早婚，嫁的士司機崔健，一向相安無事。一次偶然機會，健結識了落選選美小姐周彤，感情日深，玲得悉後勃然大怒，揚言分手，最後健百般表白，才得玲原諒。
嫦之二女家儀有一多年男友張文康，康漸感儀不適合自己，向儀提出分手。儀在失戀之餘，去做義工，期間認識了盲人平安，兩人相處日久，漸生情愫，縱使康後來重新展開追求，但儀決定投向平安。
嫦之三女家欣在大機構內任職行政人員，與屬下胡志明互有好感，但礙於身份懸殊，惟有收起愛意。家欣與同父異母妹妹敏同在一公司內就職，在事業上互相競爭。敏與其男友伍添福因福之藝術家脾氣而爭執，後福加入欣與敏所在公司成為攝影師，兩對情人因為鬥氣而發生一段四角關係，糾纏不清。
最後因一次意外，嫦、官與娥的多年恩怨終告解決，互相諒解；下一代亦因此而陰影盡消，有情人終可成眷屬。

## 主要演員
- 吳浣儀 飾 陳惠嫦
- 江　漢 飾 于官海
- 鮑起靜 飾 陳惠娥
- 雪　梨 飾 于家玲
- 羅青浩 飾 崔　健
- 盧希萊 飾 于家儀
- 劉錦玲 飾 于家欣
- 陳佩珊 飾 于家敏
- 張家輝 飾 伍添福
- 賈思樂 飾 平　安